# Apollo Airlines
Apollo Airlines (im Außenauftritt: apollo) war eine griechische Fluggesellschaft mit Sitz in Athen.

## Geschichte
Apollo Airlines wurde 1994 durch einen Zusammenschluss von schwedischen und griechischen Investoren gegründet. Unter maßgeblicher Beteiligung des schwedischen Reiseveranstalters Apollo Resor nahm das Unternehmen seinen Betrieb im März 1995 mit IT-Charterflügen auf. Ein hierfür verwendeter Airbus A300B4 wurde zunächst vom griechischen Festland und von den griechischen Inseln aus auf Flügen zu Zielen in Skandinavien eingesetzt. Sodann eine Vergrößerung des Streckenportfolios anvisierend, wurden nach Erhalt eines zweiten Airbus A300 weitere Städte in Europa bedient. Apollo Airlines setzte bei ihren von Athen und Thessaloniki ausgehenden Verbindungen auf ein Nebeneinander von IT-Charterdiensten und eigenen Liniendiensten, gab den letztgenannten aber 1996 den Vorzug und baute sie weiter aus. Darüber hinaus platzierte Apollo Airlines eine Bestellung über vier McDonnell Douglas DC-9-80 (MD-80). Die Erweiterung des eigenverantwortlichen Linienverkehrs führte jedoch dazu, dass sich die Ende 1996 rund 160.000 Passagiere transportierende Apollo Airlines finanziellen Schwierigkeiten ausgesetzt sah und den Betrieb schließlich im Dezember desselben Jahres vollständig einstellen musste.

## Flugziele
Apollo Airlines verband Ziele in Griechenland mit Städten wie London, Stuttgart, Hamburg und Paris in ganz Europa.

## Flotte

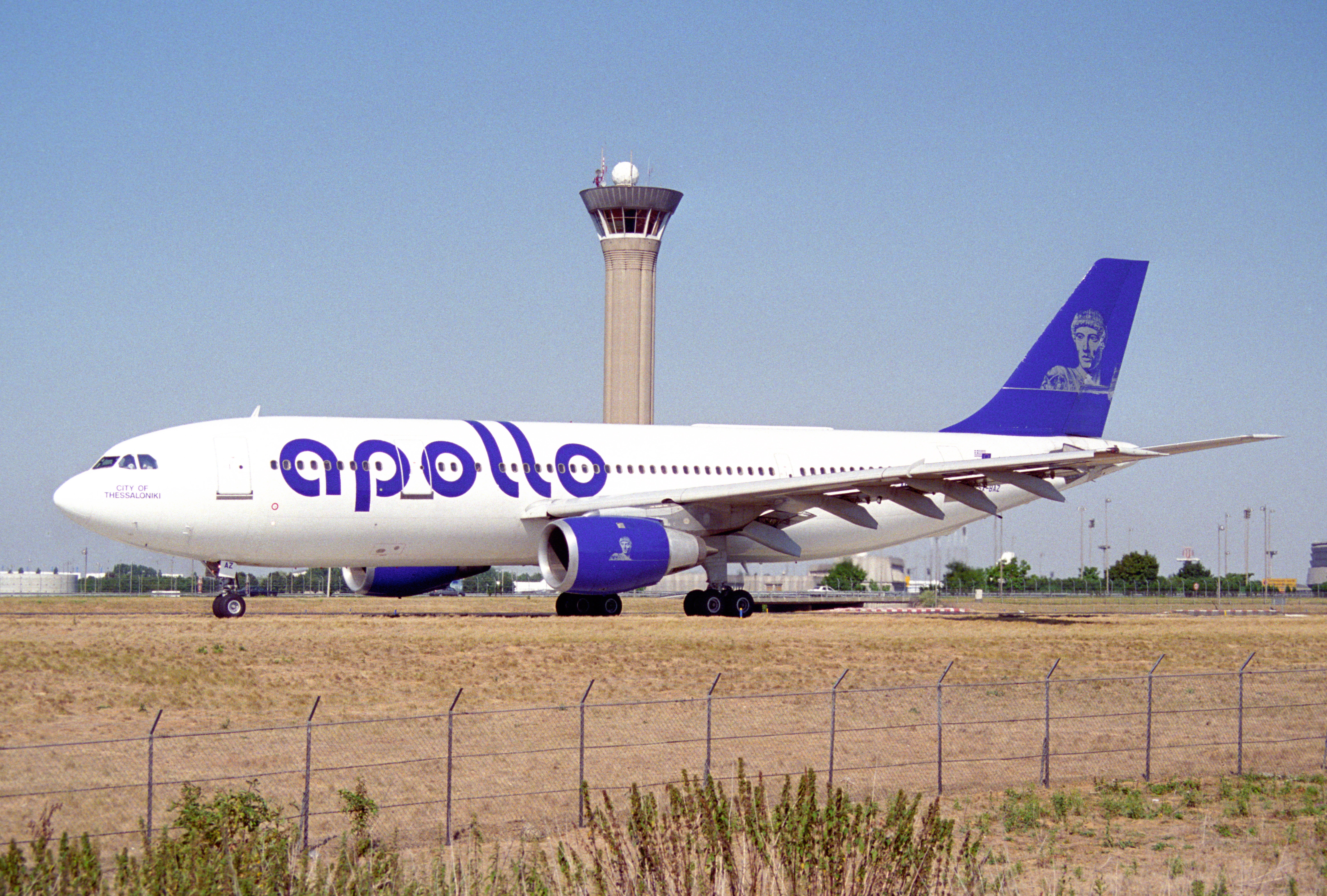
Airbus A300B4-200 (SX-BAZ) der Apollo Airlines auf dem Pariser Flughafen Charles de Gaulle, Sommer 1996

Die Flotte der Apollo Airlines setzte sich im ersten Halbjahr 1995 aus zwei Maschinen mit einem Durchschnittsalter von rund 13 Jahren zusammen:
| Flugzeugtyp       | Anzahl | Luftfahrzeugkennzeichen Werknummer | Sitzplätze | Anmerkung                   |
| ----------------- | ------ | ---------------------------------- | ---------- | --------------------------- |
| Airbus A300B4-200 | 2      | SX-BAY 208                         | 288        | geleast über Airbus Leasing |
| Airbus A300B4-200 | 2      | SX-BAZ 210                         | 288        | geleast über Airbus Leasing |